# Chiesa di San Michele Arcangelo (Orzinuovi)
La chiesa di San Michele Arcangelo è il principale luogo di culto di Coniolo, frazione del comune italiano di Orzinuovi, in provincia e diocesi di Brescia. Sede parrocchiale, fa parte della zona pastorale della Bassa Occidentale.

## Storia
Le origini del culto di san Michele risalgono probabilmente alla dominazione longobarda, mentre la storia della chiesa si lega a quella dell'antico priorato dei canonici regolari di Sant'Agostino, eretto in Coniolo negli ultimi decenni dell'XI secolo.
Il collegio dei canonici, per ordine del vescovo di Brescia Alberto da Reggio, dal 1221 fu composto di sei membri, dediti alla cura delle anime locali. Nel 1365 vi furono aggregati i benefici della Rossa e di Farfengo.
A partire dal 1422 il priorato di Coniolo (assunto il titolo di badia) passò in commenda a vari esponenti del patriziato veneziano, che assunsero il titolo di abati. Tra gli abati commendatari di San Michele in Coniolo si ricordano i cardinali Alessandro Farnese e Pietro Bembo. In ogni caso, la commenda portò alla decadenza dell'edificio della badia, mentre si conservò la chiesa, che fungeva da parrocchiale per il borgo. Durante la sua visita, il cardinale Carlo Borromeo impose all'abate Torquato Bembo, figlio di Pietro, di ampliare la chiesa e di risiedere nel paese.
Nel 1776 si decise di costruire la nuova parrocchiale per la comunità. Il progetto fu affidato al noto architetto Antonio Marchetti e fu completato nel 1791. Sempre al Settecento risaliva l'organo, opera del sacerdote Cesare Bolognini. 
Tra Ottocento e Novecento venne ristrutturata, e venne consacrata nel 1867. Agli inizi del XX secolo l'organo fu sostituito con uno di Andrea Nicolini, mentre tra il 1971 e il 1975, secondo quanto stabilito dal Concilio Vaticano II, fu realizzato l'altare rivolto verso l'aula, realizzato in marmi policromi.
Nel 1984 viene restaurata la copertura, mentre nel 2010 lavori coinvolsero la facciata. Nel 2015 furono riparate le campane e la sommità del campanile.

## Descrizione

### Esterno
La chiesa, orientata sull'asse nord-sud, è costituita da un corpo centrale rettangolare, concluso a nord da un presbiterio rettangolare. Si presenta anticipata da un ampio sagrato, con un prato sul lato orientale. 
La facciata presenta la parte centrale più avanzata ed è dotata di due registri: quello inferiore è scandito da sei lesene lisce con capitelli dorici, che al centro inquadrano il portale d'ingresso, mentre l'ordine superiore è costituito da quattro lesene lisce con capitelli ionici che racchiudono, al centro, un finestrone rettangolare. A coronamento della facciata si trova un timpano triangolare aggettante, sormontato al centro da una statua raffigurante san Michele e ai lati da due statue di angeli. In corrispondenza delle due lesene arretrate dell'ordine inferiore vi sono due statue di santi.
Il campanile, situato sul lato est della chiesa, è inglobato nella pianta della chiesa.

### Interno
L’interno è ad aula unica, interamente decorata, con copertura costituita da un volta a botte affrescata, ed è dotata di cappelle laterali. Sul lato sinistro si trova il pulpito.
Il presbiterio è rialzato rispetto al piano dell'aula e presenta ai lati due cantorie, di cui quella a destra contenente l’organo novecentesco, e termina con un fondale piano sul quale è posto l’altare maggiore. 